# Borsyra
Borsyra (eller 1785 boraxsyra, numera föråldrad benämning) är en svag syra (pKa = 9,00) vars främsta användningsområde är som antiseptisk lösning, brandsläckningsmaterial och insektsbekämpning.
Steril lösning av borsyra kan användas för sköljning vid neutralisering av lutstänk i ögonen. Bör ingå i skyddsutrustningen vid arbete med öppna alkaliska ackumulatorer.
Dess kemiska formel är H3BO3 eller B(OH)3. Borsyra kan dehydratiseras (avge vatten) och omvandlas till boroxid som sedan kan användas vid tillverkning av rent bor. Ämnet används även som konserveringsmedel men är endast tillåten för störrom. Det har då E-nummer 284.

## Produktion
Borsyra produceras genom att man blandar en vattenlösning av borax och saltsyra varvid borsyra fälls ut på grund av den låga lösligheten i vatten. En biprodukt är natriumklorid.
{\displaystyle {\rm {Na_{2}B_{4}O_{7}+2\ HCl+5\ H_{2}O\rightarrow 4\ H_{3}BO_{3}+2\ NaCl}}}

## Meta-borsyra
Metaborsyra, (HBO2)n, bildas genom en förlust av en molekyl vatten ur borsyra då denna upphettas till drygt 100 °C. Salt av meta-borsyra kallas metaborater.